# Gehörlosengemeinschaft
Die Gehörlosengemeinschaft besteht aus Menschen, die alle eine Hörbehinderung haben. Diese Menschen kommunizieren hauptsächlich durch Körpersprache, insbesondere mit den Händen.
Angehörige der Gehörlosengemeinschaft nehmen Gehörlosigkeit eher als einen Unterschied in der menschlichen Identität wahr und nicht als eine Behinderung oder Krankheit. Einer Studie aus dem Jahr 2008 zufolge geben über 600.000 Menschen mit Hörbehinderung an, stolz auf ihre gehörlose Identität zu sein.

## Geschichte
In der Vergangenheit wurden Taubheit und Mutismus als zwei verschiedene Erkrankungen betrachtet, da der Zusammenhang zwischen ihnen unbekannt war.
Im antiken Rom, während der Regierungszeit des ersten legendären Königs Romulus, wurde ein Gesetz verabschiedet, das die Tötung von Kindern mit Missbildungen wie angeborener Taubheit erlaubte.
Plinius der Ältere schilderte in seiner Abhandlung Naturalis historia unter anderem das Leben des Neffen des römischen Konsuls Quintus Pedius und erklärte, dass der Neffe des Konsuls nicht sprechen konnte und sich nur mit Zeichen verständigte.
Mit der Entstehung des Oströmischen Reiches im Jahr 531 n. Chr. erhielten Gehörlose Bürgerrechte: Mit der Verkündung des Codex Iustinianus erhielten Gehörlose Bürgerrechte unter der Bedingung, dass sie lesen und schreiben konnten.
Mit dem Aufkommen des Humanismus und später der Aufklärung begannen Gehörlose, von angemessener Bildung und Ausbildung zu profitieren. Während des Zweiten Internationalen Kongresses zur Erziehung gehörloser Kinder, der 1880 in Mailand stattfand, wurde eine neue Unterrichtsmethode für gehörlose Kinder vorgestellt, die den Oralismus gegenüber dem Bilingualismus bevorzugte. Diese Entscheidung führte zu einer Resolution, die den Gebrauch der Gebärdensprache in Schulen verbot, mit der Begründung, dass der mündliche Unterricht dem manuellen Unterricht überlegen sei. Im Jahr 2006 änderte sich die Situation jedoch radikal, als man sich dazu entschied, den Zweisprachigkeitsunterricht zu fördern, begleitet von Maßnahmen zur Verbesserung der Lebensqualität gehörloser Menschen.

## Definition
Basierend auf dem gewählten Kommunikationsmedium kann die Gehörlosengemeinschaft in zwei Hauptkategorien unterteilt werden:
- lautsprachliche Gehörlose: Diese Personen verwenden keine Gebärdensprache und verlassen sich hauptsächlich auf das Lippenlesen, da sie mit oralistischen Methoden erzogen wurden. Der Oralismus betont die Bedeutung der verbalen Kommunikation und des Lippenlesens und schließt die Verwendung von Gebärden aus.
- gebärdensprachliche Gehörlose: Zu dieser Kategorie gehören diejenigen, die zur Kommunikation hauptsächlich die Gebärdensprache verwenden und diese als natürliche und vollständige Sprache anerkennen.[8][9]

Darüber hinaus gibt es gehörlose Menschen, die dank des Einsatzes fortschrittlicher Technologien wie Cochlea-Implantaten und Hörgeräten sowie einer intensiven und langwierigen Sprachtherapie in der Lage sind, ein ausgeprägtes Hörverständnis und eine Beherrschung der verbalen Sprache zu entwickeln. Dies ermöglicht ihnen eine vollständige Integration in die Welt der Hörenden.

## Gehörlosenidentität
Die Gehörlosenidentität ist ein Konzept, das zur Unterscheidung von Gehörlosigkeit als Krankheit und Gehörlosigkeit aus kultureller Sicht verwendet wird.

## Gemeinschaft
Der moderne Gemeinschaftsbegriff geht auf die Studien und soziologischen Analysen von Ferdinand Tönnies zurück, einem der Gründerväter – zusammen mit Ludwig Stein und Max Weber – der Deutsche Gesellschaft für Soziologie. Diese Analyse findet sich in seinem 1887 erschienenen Buch Gemeinschaft und Gesellschaft, in dem Tönnies die beiden Begriffe „Gemeinschaft“ und „Gesellschaft“ einander gegenüberstellt und beschreibt. Der Text analysiert die traditionelle Familien- und „Stammesstruktur“, die sich hin zu neuen modernen und industriellen Gesellschaftsformen entwickelt, die auf Verträgen oder Austausch basieren.

## Flagge
Die Flagge der Gehörlosen wurde erstmals 2011 im südafrikanischen Durban beim Gipfeltreffen des Weltverband der Gehörlosen eingeführt.
Die vom Künstler Arnaud Balard geschaffene Flagge ist in dunklem Türkisblau mit gelben oder goldenen Rändern gehalten und zeigt eine Hand, ein Symbol der Gebärdensprachen und einen integralen Bestandteil der Gehörlosenkultur. Die Farbe Türkis steht für Gebärdensprachen, das dunkle Blau symbolisiert Menschlichkeit und Gehörlosigkeit (also die gehörlose Identität), während Gelb für Licht, Hoffnung und Erleuchtung steht.
Arnaud Balard wurde am 19. April 1971 in Toulouse taub geboren. Seine Familie stammt aus Rodez. Im Alter zwischen drei und sieben Jahren lebte Arnaud getrennt von seinen Eltern und ließ sich bei seiner Tante in Toulouse nieder, um eine Schule für Gehörlose zu besuchen. Anschließend kehrte er zu seiner Familie nach Rodez zurück, um von seinem siebten bis zu seinem achtzehnten Lebensjahr eine normale Schule zu besuchen. Anschließend studierte er am Cours Morvan, der Schule der Schönen Künste in Rennes und der Schule der Bildenden Künste in La Cambre. Im Jahr 1999 stellte er fest, dass er am Usher-Syndrom litt, einer Krankheit, die zu einer Sehminderung führt, die als „Tunnelblick“ bezeichnet wird. Im Juli 2009 gründete er die Bewegung Surdisme in Brüssel und nahm 2012 am Kentucky DeaFestival teil.
Die Flagge ist zu einem Erkennungssymbol für die Gehörlosengemeinschaft geworden und wurde in den Vereinigten Staaten, Italien, Marokko und Schottland gezeigt. Es wurde auch mehrfach in offiziellen französischen Gebäuden verwendet, so etwa 2016 vor dem Rathaus von Montpellier und 2019 an der Fassade des Rathauses von Poitiers, am Espace Tuilerie in Montchanin und auf dem Vorplatz des Rathauses von Massy.
Am 9. Juli 2023 wurde sie auf dem WFD-Kongress in Jeju zur offiziellen Flagge gewählt.

## Kommunikation und Sprache
Während Netzwerke den physischen Kanal für Visuelle Kommunikation und Nonverbale Kommunikation bereitstellen, wird die Verwendung einer gemeinsamen Sprache zum grundlegenden Element für die Entwicklung von Gehörlosengemeinschaften, angefangen auf der semantischen Ebene bis hin zur Entwicklung einer gemeinsamen Sprache. Die weite Verbreitung der Gebärdensprache hat in jüngster Zeit die Entstehung von Gemeinschaften zwischen Menschen unterschiedlicher Muttersprachen erleichtert.
Ein weiterer Schritt zur Ausweitung eines gemeinsamen Interaktionscodes bestand darin, das Fehlen nonverbaler Kommunikation zu kompensieren. Es ist bekannt, dass derselbe Satz, mit unterschiedlichem Tonfall und Gesichtsausdruck ausgesprochen, völlig unterschiedliche Bedeutungen annehmen kann. Die Verwendung von Zeichen hat sich seit Beginn der Menschheitsgeschichte in verschiedenen Kontexten ausgeweitet. In den 1960er Jahren argumentierte William Stokoe, dass die American Sign Language eine echte Sprache mit unterschiedlichen grammatikalischen und lexikalischen Strukturen sei.
Schließlich ist die Verbreitung von Umgebungen von wesentlicher Bedeutung, in denen die Gehörlosengemeinschaft eine hervorragende Effizienz in der visuellen und nonverbalen Kommunikation erreicht hat. Dies hat zur Entstehung eines Systems von Gebärdensprachendialekten und einer Reihe von Abkürzungen geführt, die manchmal Fachleuten wie LIS-Dolmetschern oder Kommunikationsassistenten vorbehalten sind.

### Namensgebärden
In der Gehörlosengemeinschaft wählen die Menschen ein Zeichen in Gebärdensprache (oder bekommen ein solches zugewiesen), mit dem sie sich identifizieren. Die Namensgebärde ist nicht endgültig und kann im Laufe des Lebens geändert werden.
Der Gebärdenname kann sich vom Namen der Person ableiten und das Fingeralphabet (das manuelle Alphabet) verwenden. Beispielsweise könnte ein Junge namens Luca die Schreibweise des Buchstabens „L“ als seinen Gebärdennamen wählen.
Alternativ kann das Namenszeichen aufgrund einer körperlichen oder charakterlichen Eigenschaft gewählt werden; Wenn eine Person beispielsweise blaue Augen hat, könnte ihr Gebärdenname „blau“ sein.
Schließlich kann das Namenszeichen auch die Bedeutung des Vor- oder Nachnamens widerspiegeln. Wenn ein Mädchen beispielsweise Stella heißt, könnte ihr Namenszeichen direkt die Gebärde „Stern“ sein.

## Vorurteile
Es wird angenommen, dass eine übermäßige Nutzung von Bilinguismus als schlechtes Benehmen angesehen werden kann und sogar zu einer Art Isolation und Vorurteilen gegenüber der hörenden Welt führen kann.
In der Gehörlosengemeinschaft manifestieren sich zwei negative Phänomene: Deafphobie und Audismus. Deafphobie ist eine Form der Abneigung gegenüber der kulturellen Identität von Gehörlosen, während Audismus eine Form von Rassismus im Kontext von Hörenden darstellt. Diese Einstellungen tragen dazu bei, die Ausgrenzung gehörloser Menschen aufrechtzuerhalten und ihre vollständige Integration in die Gesellschaft zu verhindern.

## Verbände und Organisationen
In der Gehörlosengemeinschaft gibt es mehrere Vereinigungen, die sich für Menschenrechte einsetzen, einschließlich der Anerkennung von Gebärdensprachen. Zu den bedeutendsten Organisationen auf globaler Ebene zählen der 1951 gegründete Weltverband der Gehörlosen, die 1932 in Italien gegründete Ente Nazionale Sordi (ENS), die seit 1890 in England aktive British Deaf Association und die seit 1897 aktive Fédération Nationale des Sourds de France (FNSF). Diese Verbände spielen eine entscheidende Rolle bei der Förderung und Verteidigung der Rechte gehörloser Menschen und setzen sich dafür ein, ihnen den Zugang zu Bildung, Dienstleistungen und gesellschaftlicher Teilhabe zu ermöglichen.

## Schul- und Berufsbildung
Die Bildung in der Gehörlosengemeinschaft basiert auf dem Lehren und Lernen durch Gebärdensprache und zielt darauf ab, gehörlose Kinder von Geburt an zu unterrichten. In Afrika gibt es beispielsweise eine Schule für Gehörlose in Borama.
Die erste Schule für Gehörlose wurde 1760 von Charles-Michel de l’Epée gegründet und hieß Institut National de Jeunes Sourds de Paris. Aus dieser Institution gingen in verschiedenen Ländern zahlreiche weitere Schulen hervor.
In Italien wurde die erste Schule für Gehörlose 1784 von Tommaso Silvestri gegründet und hieß Istituto Statale per Sordi di Roma.
In den Vereinigten Staaten gibt es in jedem Bundesstaat mindestens eine Schule für Gehörlose, wobei die Indiana School for the Deaf zu den renommiertesten gehört. Die einzige Universität der Welt, die sich ausschließlich der Gehörlosengemeinschaft widmet, ist die Gallaudet University in Washington D.C. Darüber hinaus gibt es sowohl in Neuseeland als auch in Finnland spezielle Schul- und Universitätsprogramme für Gehörlose.
In Haiti wird die einzige Schule für Gehörlose von vatikanischen Nonnen geleitet.
Die Erziehung gehörloser Kinder fördert die Zweisprachigkeit, das heißt den Erwerb einer Lautsprache und einer Gebärdensprache (in Italien Italienisch bzw. Italienische Gebärdensprache – LIS). In Cossato gibt es beispielsweise eine Schule, die ein zweisprachiges Programm zwischen Italienisch und LIS anbietet. Auf Universitätsebene werden Studiengänge in Übersetzen und Dolmetschen in italienischer Gebärdensprache an mehreren italienischen Universitäten angeboten, darunter die Università Ca' Foscari in Venedig, die Università degli Studi di Milano, die Universität Catania und die Universität La Sapienza in Rom.

## Wirtschaft
Die Wirtschaft der Gehörlosengemeinschaft bietet Produkte und Dienstleistungen speziell für Gehörlose, darunter Filme, Hörgeräte, Tischler- und Kunsthandwerksarbeiten, mit der Herstellung von Produkten wie Signalweckern (Digitaluhren mit Glühbirnen, die vibrieren oder Lichtintervalle aussenden), aber vor allem Theater und Shows zur soziolinguistischen Integration.

## Kultur
Die Gehörlosenkultur basiert auf der Lebens- und Kommunikationsweise gehörloser Menschen. Einer der wichtigsten Aspekte ist die Verwendung von Lichtern, die Glocken (also Geräusche) und das Rufen einer Person ersetzen, was oft durch Trommeln auf den Tischen erfolgt. Dieses Verhalten, das manchen Hörenden unhöflich erscheinen mag, ist Teil der kulturellen Praktiken der Gehörlosen. Darüber hinaus dauern Gespräche zwischen gehörlosen Menschen tendenziell länger als Gespräche zwischen nicht gehörlosen Menschen.
Wenn man sich auf eine gehörlose Person bezieht, verwendet man normalerweise den spezifischen Gebärdennamen für diese Person.
Zahlreiche Filme behandeln Themen der Gehörlosengemeinschaft. Beispielsweise ist Gottes vergessene Kinder mit Marlee Matlin in der Hauptrolle ein Meilenstein der Gehörlosenkultur. Ein weiterer bedeutender Film ist Mr. Holland’s Opus, der die komplexe Beziehung zwischen einem Vater, einem Musiklehrer, seinem gehörlosen Sohn und seiner Frau untersucht. Im Gegenteil: In Verstehen Sie die Béliers? wird die Anomalie innerhalb der Familie durch die nicht gehörlose Tochter im Teenageralter repräsentiert. In vielen dieser Filme werden die American Sign Language (ASL) und die Langue des signes française (LSF) verwendet. Neben dem Kino ist das Internationale Visuelle Theater ein wichtiger theatralischer Ausdruck der Gehörlosenkultur.
Der Film The Tribe ist der einzige Spielfilm, der ausschließlich mit Dialogen in ukrainischer Gebärdensprache gedreht wurde, und der erste in der Geschichte des Kinos, der ohne ein einziges Wort gedreht wurde. In den Vereinigten Staaten bezieht sich der Begriff Deaf News auf die Sammlung wichtiger Zeitungen und Informationsquellen für die Gehörlosengemeinschaft in den Vereinigten Staaten.

## Sport
Auf internationaler Ebene gibt es zwei Organisationen: Das 1930 gegründete International Committee of Sports for the Deaf (ICSD) und die European Deaf Sport Organization (EDSO).
Die Deaflympics finden alle 2 bis 4 Jahre statt.
In der Welt des Fußballs gibt es zwei Verbände: die Deaf International Football Association, die das Äquivalent zur FIFA ist, und die Fußball-Europameisterschaft für Gehörlosenvereine, die Deaf Champions League.
Weitere Organisationen in Afrika sind die Confederation of Africa Deaf Sports (CADS), für Amerika die Pan American Organisation of the Sports of the Deaf (PAOSD), für Ozeanien und den Pazifik die Asia Pacific Deaf Sports Confederation (APDSC).

## Bibliographie
- Dario Palazzo, Il mio cammino verso la comunità sorda, La Matrice, Bari, 2014, ISBN 978-88-95614-40-3, p. 104
- Amir Zuccalà, Cultura del gesto e cultura della parola, Meltemi, Sesto San Giovanniì, 1997, ISBN 978-88-86479-33-2, p. 149
- Luigi Attenasio, Fuori norma, Armando, 2000, ISBN 978-88-8358-162-5, p. 383
- Andrew Solomon, Massimo Parizzi, Lontano dall'albero, Mondadori, 2013, ISBN 978-88-520-4429-8, p. 864
- Laura Mariottini, Identità e discorsi, Roma TrE-Press, 2015, ISBN 978-88-97524-23-6, p. 318
- Giuseppe Gitti, Sordo o sordo?, Franco Angeli, 2013, ISBN 978-88-204-2020-8, 160